# Paper Soldiers
Paper Soldiers è un film del 2002 i cui protagonisti sono Kevin Hart, Stacey Dash, Kamal Ahmed e il rapper Jay-Z che appare nei panni di se stesso, in un piccolo cameo. È stato prodotto dalla Roc-A-Fella Films e distribuito da Universal Pictures.

## Trama
Shawn (Kevin Hart) è un teppistello che non ha mai concluso niente nella vita. Alla morte della madre dovrà sostenere la propria famiglia solo con i suoi mezzi, e nonostante il lavoro in un negozio di telefonia, si mette a fare il ladro di appartamenti, entrando nelle case della gente con i suoi sgangherati complici. Stu (Beanie Sigel), è un bulletto di periferia con decine di figli avuti da altrettante madri, vuole fare squadra con l'amico Shawn, ma a causa di irascibilità e ottusità, tornerà a breve nella galera da cui è appena uscito. Anche Shawn finirà in galera, condannato a una pena variabile tra sei e dodici anni, ma grazie al suo lavoro sociale nel carcere, viene scarcerato dopo solo due anni e mezzo, e di fatto ricomincerà la sua vecchia vita.